# Lã Dụng Chi
Lã Dụng Chi (giản thể: 吕用之; phồn thể: 呂用之; bính âm: Lǚ Yòngzhī, ? - 29 tháng 12 năm 887) là một phương sĩ vào cuối thời nhà Đường. Ông được Hoài Nam tiết độ sứ Cao Biền tin tưởng và rất có quyền uy tại quân này, thậm chí từng có lúc vượt trên cả Cao Biền. Sau đó, một bộ tướng của Cao Biền là Tất Sư Đạc tiến hành nổi dậy, Hoài Nam rơi vào cảnh nội chiến. Sau khi chiến bại trước Tất Sư Đạc, Lã Dụng Chi liên kết với Dương Hành Mật, song bị Dương Hành Mật xử tử sau khi giành được thắng lợi.

## Thân thế
Lã Dụng Chi là người Bà Dương xuất thân từ một gia tộc thương nhân. Do vậy, ông từng đến và thân thuộc với thủ phủ Quảng Lăng của Hoài Nam quân. Sau khi cha qua đời, ông nương tựa vào cậu, nhưng rồi ông ăn cắp tiền bạc của cậu và chạy đến Cửu Hoa Sơn, trở thành môn đệ của Ngưu Hoằng Huy (牛弘徽), được dạy cho quỷ thuật. Sau đó, Lã Dụng Chi trở về Quảng Lăng bán thuốc trên phố. Ông trở nên quen biết với thân tướng Du Công Sở (俞公楚) của tiết độ sứ Cao Biền. Sau khi Lã Dụng Chi thuyết phục Du Công Sở rằng phép thuật của mình là thật, Du Công Sở giới thiệu ông với Cao Biền. Bản thân Cao Biền là người hiếu thần, và cũng tin vào khả năng của Lã Dụng Chi, đặc biệt là từ khi Lã Dụng Chi trình ra một số sách lược. Do đó, Cao Biền hậu đãi Lã Dụng Chi, cho Lã Dụng Chi làm quân chức.

## Tăng cường quyền lực
Sau khi được Cao Biền tín nhiệm, Lã Dụng Chi bắt đầu hối lộ các nô bộc của Cao Biền nhằm giám sát Cao Biền, từ đó có thể nói với Cao Biền về những điều mình biết được dựa trên "phép thuật". Ông cũng khiến Cao Biền thờ ơ với những người từng là thân tín: khiến Cao Biền tước binh quyền của Lương Toản (梁纘), giết Trần Củng (陳珙) cùng gia quyến, và giữ khoảng cách với Phùng Thụ (馮綬), Đổng Cẩn (董瑾), Du Công Sở, và Diêu Quy Lễ (姚歸禮). Ông còn đưa kì đảng Trương Thủ Nhất (張守一), Gia Cát Ân (諸葛殷), và Tiêu Thắng (蕭勝) đến chỗ Cao Biền, cùng nhau đoạt thêm nhiều quyền lực tại quân sở của Hoài Nam. Ông khuyến khích Cao Biền trích thêm nhiều tiền bạc của quân đội để xây dựng nơi thờ phụng thần linh, hơn nữa còn lập ra nhóm do thám người dân, nhằm đổ tội và tịch thu tài sản của người dân. Theo đề xuất của Lã Dụng Chi, Cao Biền cho lập ra đội quân Mạc Tà (莫邪) gồm hai vạn lính kiêu dũng, giao cho Lã Dụng Chi và Trương Thủ Nhất chỉ huy. Lã Dụng Chi sống xa hoa, có hơn 100 thiếp, và mặc dù được Cao Biền trao cho một lượng của cải lớn, song Lã Dụng Chi vẫn không đủ tiền để duy trì một gia đình lớn như vậy, do đó ông biển thủ khoản tiền mà Cao Biền có được do giữ chức Diêm-thiết chuyển vận sứ. Theo ghi chép, do thúc giục của Lã Dụng Chi, Cao Biền dành thời gian của mình để cầu thần thánh, không còn chú tâm vào việc cai quản và hiếm khi gặp các thuộc cấp.
Do Du Công Sở là người tiến cử Lã Dụng Chi cho Cao Biền, nhiều quan lại của Cao Biền đổ lỗi cho Du Công Sở về tình trạng này. Do đó, Du Công Sở định kỳ gặp Lã Dụng Chi và thúc giục ông thay đổi, khiến Lã Dụng Chi oán hận. Lã Dụng Chi cũng bực bội với Diêu Quy Lễ vì người này thường công khai trách mắng ông và từng một lần từng cố gắng ám sát ông. Năm 883, Lã Dụng Chi quyết định loại bỏ Du Công Sở và Diêu Quy Lễ, ông xin Cao Biền ra một sắc lệnh cho hai người này suất quân tiến công các thủ lĩnh nổi dậy ở Thận huyện, và sau đó thông tin sai cho Lư châu Dương Hành Mật rằng Du và Diêu đi tiến công Dương. Dương Hành Mật sau đó phục kích, giết chết Du và Diêu, rồi báo với Cao Biền rằng hai người này định làm phản, Cao Biền không biết sự việc do Lã Dụng Chi sắp đặt nên quyết định ban thưởng cho Dương Hành Mật. Vào năm 884, khi Cao Biền gặp tụng tử là Tả kiêu vệ đại tướng quân Cao Ngu (高澞), Cao Ngu trình lên một sớ liệt kê 20 tội trạng của Lã Dụng Chi, khi bị Cao Biền vấn, Lã Dụng Chi thuyết phục Cao Biền rằng Cao Ngu làm vậy là do Lã Dụng Chi trước đó từng từ chối cho Cao Ngu vay tiền. Cao Biền đuổi Cao Ngu khỏi nhà, cho đi quản lý sự vụ ở Thư châu, và sau khi Cao Ngu chiến bại trước quân nổi dậy, Cao Biền xử tử Cao Ngu.
Năm 886, Khi Cao Biền ủng hộ Lý Uân làm hoàng đế Đường (tranh giành hoàng vị với Đường Hy Tông), Lý Uân bổ nhiệm Lã Dụng Chi làm Lĩnh Nam Đông đạo tiết độ sứ. Mặc dù vậy, không có ghi chép rằng Lã Dụng Chi đến Lĩnh Nam Đông đạo nhậm chức, ông lập ra trị sở riêng, kình địch với Cao Biền. Cao Biền bắt đầu nhận ra rằng Lã Dụng Chi có quyền lực quá lớn, song cũng lo ngại rằng mình không còn đủ mạnh để loại bỏ Lã Dụng Chi. Tuy nhiên, Lã Dụng Chi cũng nhận thấy Cao Biền không còn tin tưởng mình, vì thế ông bắt đầu lập mưu ám sát Cao Biền và đoạt lấy Hoài Nam, song khi đó chưa có hành động. Các thuộc hạ của Cao Biền lúc này đều lo sợ quyền uy của Lã Dụng Chi. Tất Sư Đạc đặc biệt lo lắng, vì ông ta từng đi theo Hoàng Sào. Một người thiếp của Tất Sư Đạc nổi tiếng xinh đẹp, do vậy Lã Dụng Chi muốn gặp mặt bà, song Tất Sư Đạc từ chối, tuy nhiên trong một lần Tất Sư Đạc không ở nhà, Lã Dụng Chi tìm mọi cách để trông thấy bà, Tất Sư Đạc tức giận và đuổi người thiếp này ra khỏi nhà.

## Chiến đấu với Tất Sư Đạc
Vào mùa hè năm 887, phản tướng Tần Tông Quyền từ Thái châu khiển bộ tướng đem quân tiến công vào các quân lân cận. Cao Biền hay tin thì khiển Tất Sư Đạc đem đội quân Bách Kị (百騎) đến Cao Bưu chuẩn bị kháng cự. Khi Tất Sư Đạc suất binh, do được Lã Dụng Chi đối đãi rất tốt nên Tất Sư Đạc lo sợ rằng Lã Dụng Chi có ý định đánh đổ mình. Khi Tất Sư Đạc hỏi ý thông gia là Cao Bưu trấn át sứ Trương Thần Kiếm (張神劍), Trương Thần Kiếm cho rằng Lã Dụng Chi sẽ không có hành động chống lại Tất Sư Đạc. Tuy nhiên, tại thời điểm đó, một trong các nhi tử của Cao Biền lại muốn Tất Sư Đạc có hành động chống lại Lã Dụng Chi, nhằm vạch trấn bản chất gian ác của Lã Dụng Chi, vì thế gửi một lời nhắn cho Lã Dụng Chi: "Dụng Chi thường gặp Lệnh công và có ý muốn nhân thời cơ này để chống lại ông. Lệnh nay đã có ở chỗ Trương thượng thư. Hãy cẩn trọng!" Tất Sư Đạc đe dọa Trương Thần Kiếm, mặc dù người này không biết chuyện gì song sau đó chấp thuận cùng với Tất Sư Đạc và Trịnh Hán Chương (鄭漢章) nổi dậy chống lại Lã Dụng Chi.
Vào ngày 1 tháng 5 năm 887, Tất Sư Đạc và Trịnh Hán Chương sau khi công khai tuyên bố buộc tội Lã Dụng Chi, họ rời khỏi Cao Bưu rồi tiến về Dương châu. Lã Dụng Chi giám sát việc trấn thủ và thoạt đầu có thể đẩy lui các cuộc tiến công của Tất Sư Đạc. Tất Sư Đạc viết thư cho Tuyên Thiệp quan sát sứ Tần Ngạn, xin cầu viện và hứa sẽ để Tần Ngạn làm chủ Hoài Nam. Trong khi đó, Cao Biền và Lã Dụng Chi xảy ra bất hòa, Cao Biền bố trí phòng thủ tại quân phủ, giao cho cháu là Cao Kiệt (高傑) chỉ huy, chống lại Lã Dụng Chi. Sau đó, Cao Biền khiển thuộc hạ là Thạch Ngạc (石鍔) cùng ấu tử của Tất Sư Đạc đến gặp Tất Sư Đạc. Tất Sư Đạc lệnh cho ấu tử của mình về chỗ Cao Biền truyền đạt lại: "Hễ Lệnh công trảm Lã và Trương [tức Trương Thủ Nhất] để thể hiện với Sư Đạc, Sư Đạc sẽ không dám phụ ân, nguyện cho thê tử đến làm tin." Cao Biền lo sợ rằng Lã Dụng Chi có thể ra tay đồ sát gia quyến của Tất Sư Đạc, vì thế đem gia quyến của Tất Sư Đạc đến viện để bảo vệ.
Ngày 17 tháng 5, Tất Sư Đạc tiến công dữ dội vào Dương châu, song bị Lã Dụng Chi phản công đánh bại. Tuy nhiên, vào thời điểm này, Cao Kiệt phát động tiến công từ quân phủ của Cao Biền, mục đích là để bắt Lã Dụng Chi và giải đến cho Tất Sư Đạc. Lã Dụng Chi biết tin thì từ bỏ Dương châu và chạy trốn. Tất Sư Đạc đoạt lấy Dương châu, đồ sát các thuộc hạ của Lã Dụng Chi, quản thúc Cao Biền cùng gia quyến, nghênh đón Tần Ngạn đến Dương châu nhậm chức tiết độ sứ.
Sau khi rời khỏi Dương châu, Lã Dụng Chi tiến công căn cứ của Trịnh Hán Chương tại Hoài Khẩu, song không thể chiếm được nơi này. Trong lúc bao vây, Lã Dụng Chi ra một sắc lệnh đề tên Cao Biền để bổ nhiệm Dương Hành Mật làm "hành quân tư mã", lệnh cho người này đem quân đến cứu viện Dương châu. Dương Hành Mật huy động binh lính Lư châu và mượn thêm binh từ Hòa châu và tiến về Dương châu. Khi hay tin rằng Dương Hành Mật đến Thiên Trường, Lã Dụng Chi đến gặp Dương Hành Mật, Trương Thần Kiếm do tranh chấp với Dương Hành Mật nên cũng hợp binh với Dương Hành Mật.

## Liên kết với Dương Hành Mật
Dương Hành Mật bao vây Dương châu trong vài tháng song vẫn chưa chiếm được thành. Tuy nhiên, vào ngày 18 tháng 11, cựu thuộc hạ của Lã Dụng Chi là Trương Thẩm Uy (張審威) mở cổng thành cho quân của Dương Hành Mật tiến vào. Dương châu rơi vào tay Dương Hành Mật, Tần Ngạn và Tất Sư Đạc chạy trốn.
Trong khi đang bao vây Dương châu, Lã Dụng Chi mạo nhận rằng ông có một kho bí bật cất giấu bạc, và sẽ khao thưởng cho binh sĩ của Dương Hành Mật sau khi họ chiếm được Dương châu. Sau khi Dương châu thất thủ mà Lã Dụng Chi vẫn không giao ra bạc, Dương Hành Mật cho quản thúc Lã Dụng Chi và yêu cầu thuộc hạ là Điền Quân (田頵) thẩm vấn Lã Dụng Chi. Lã Dụng Chi thú nhận âm mưu trước đây là ám sát Cao Biền và đoạt lấy Hoài Nam. Cùng ngày (29 tháng 12), Dương Hành Mật xử tử Lã Dụng Chi bằng hình thức yêu trảm, đồ sát các thuộc hạ của Lã Dụng Chi. Theo ghi chép, những người căm ghét Lã Dụng Chi nhanh chóng tiến đến cắt xẻo hết [thịt] ông.